# 土溪镇 (渠县)
土溪镇，是中华人民共和国四川省达州市渠县下辖的一个乡镇级行政单位。2019年12月，撤销青神乡、水口镇，将原青神乡和原水口镇水口社区、汉亭村、团林村、中房村、坪花村、罗田村、柏杨村所属行政区域划归土溪镇管辖。

## 行政区划
土溪镇下辖以下地区：
土溪社区、城坝村、天府村、上游村、万合村、石千村、天堂村、田家村、汉阙村、莲坪村、茶垭村、三星村、美湾村、高垭村、广禄村、坪溪村、三面村、涟水村、万家村、洪溪村和先锋村。